# Ungulites ocliferus
Ungulites ocliferus är en ringmaskart som beskrevs av Klenina 1989. Ungulites ocliferus ingår i släktet Ungulites, klassen havsborstmaskar, fylumet ringmaskar och riket djur. Inga underarter finns listade i Catalogue of Life.